# Трулль, Эрнст Фридрих
Эрнст Фридрих Трулль (нем. Ernst Friedrich Trull; 1797, Ганновер, Курфюршество Брауншвейг-Люнебург, Священная Римская империя — 7 сентября 1871, Рига, Лифляндская губерния, Российская империя) — российский аптекарь немецкого происхождения.

## Биография
Сын музыканта, получил образование в Императорском Дерптском университете в 1822 году и стал помощником аптекаря в Александерсхоэ (ныне латвийское местечко Александерполе), пост которого он занял одновременно с постом руководителя учреждения в 1824 году.
С 1830 по 1838 год Трулль возглавлял Рижскую полевую аптеку. Объединившись с аптекой Рижского военного госпиталя, он был государственным аптекарем в Киеве, по крайней мере, до 1845 года. В этой должности, он снабжал медикаментами весь южный регион России и Кавказ.

## Личная жизнь
9 марта 1824 года в Санкт-Петербурге Эрнст женился на овдовевшая Шарлотте Амалии Мередиг, урождённой Шмидт (1796—1864). У них родились дети: Рудольф (1825—1883), Берта (род. 1826), Оскар (1828—1912), Николай (1831—1855).